# Trichognathus
Trichognathus is een geslacht van kevers uit de familie van de loopkevers (Carabidae). De wetenschappelijke naam van het geslacht is voor het eerst geldig gepubliceerd in 1825 door Latreille.

## Soorten
Het geslacht Trichognathus is monotypisch en omvat slechts de volgende soort:
- Trichognathus marginipennis Latreille, 1829